# Бечичи
Бе́чичи (черног. Bečići, серб. Бечићи/Bečići, англ. Becici) — курортный посёлок в общине Будва, Черногория. 

## Географическое положение
Бечичи расположен юго-восточнее Будвы на побережье Адриатического моря. От Будвы его отделяет узкая часть посёлка Борети. Высота центра над уровнем моря — 47 метров. Расстояние до Подгорицы — 35 км, длина пути по шоссе — 63,2 км.

## Население
Постоянное население Бечичи в 2011 году составляло 895 человек, из них 465 женщин и 430 мужчин.
Национальный состав посёлка в 2003 году:

## Описание
Бечичи является достаточно крупным центром туризма на Будванской ривьере и знаменит своим протяжённым песчаным пляжем и роскошными виллами комплекса «Dukley Gardens». Длина пляжа составляет 1950 метров и он считается одним из самых живописных пляжей в Черногории и южной Адриатике. В 1935 году пляж завоевал гран-при в Париже как самый красивый пляж Европы.
В Бечичи расположено множество гостиниц, построенных как в период социалистической Югославии, так и современных, в частности апарт-отель «Анатолия» (Anatolia). Здесь находится один из самых фешенебельных отелей Будванской ривьеры — «Сплендид» (Splendid), а также аквапарк площадью 7000 м2, расположенный на территории отеля «Медитеран» (Mediteran). В настоящее время в городе производится реконструкция старых гостиниц и возведение новых, отвечающих всем европейским стандартам качества.

## Галерея

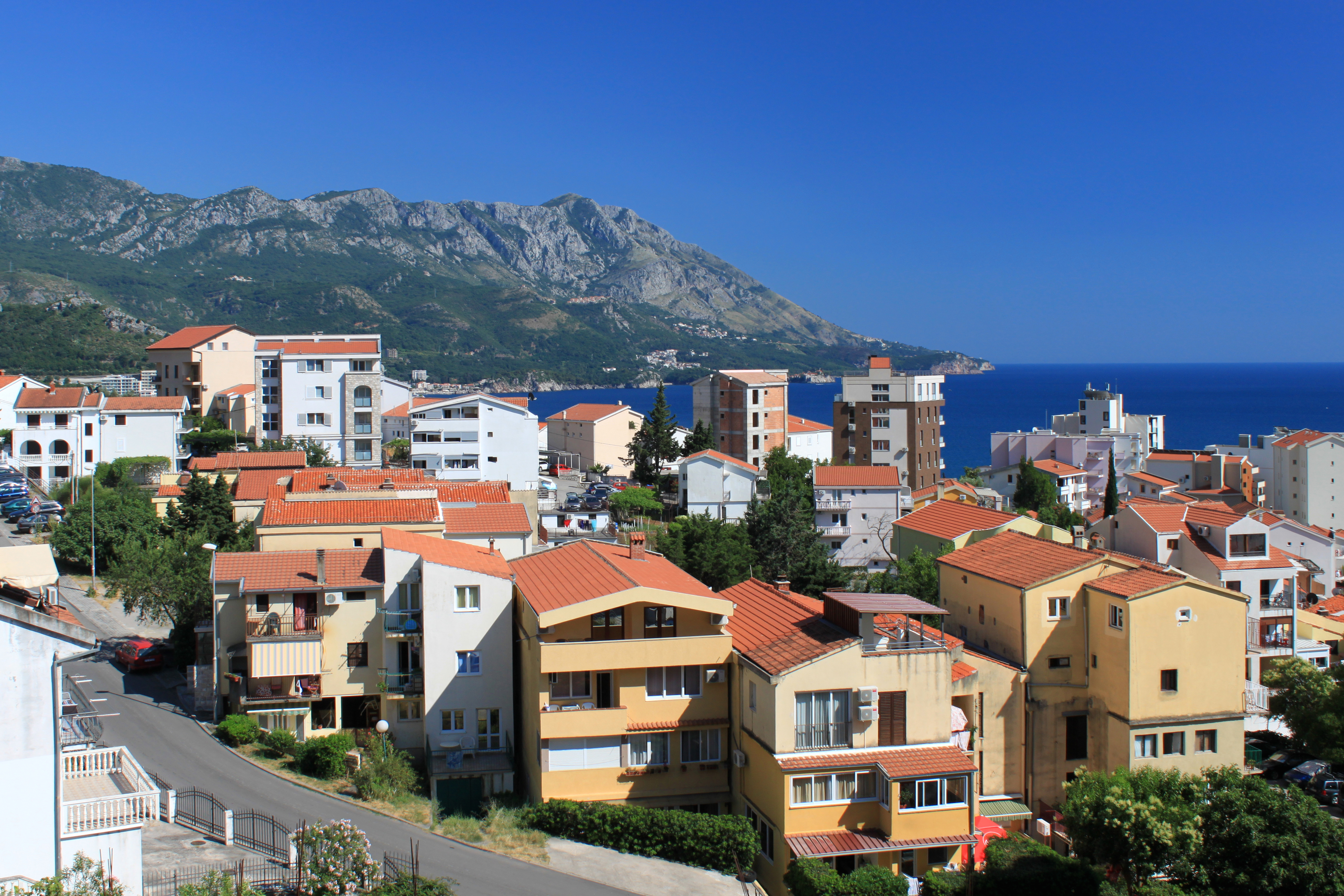
Бечичи в июне 2019 года
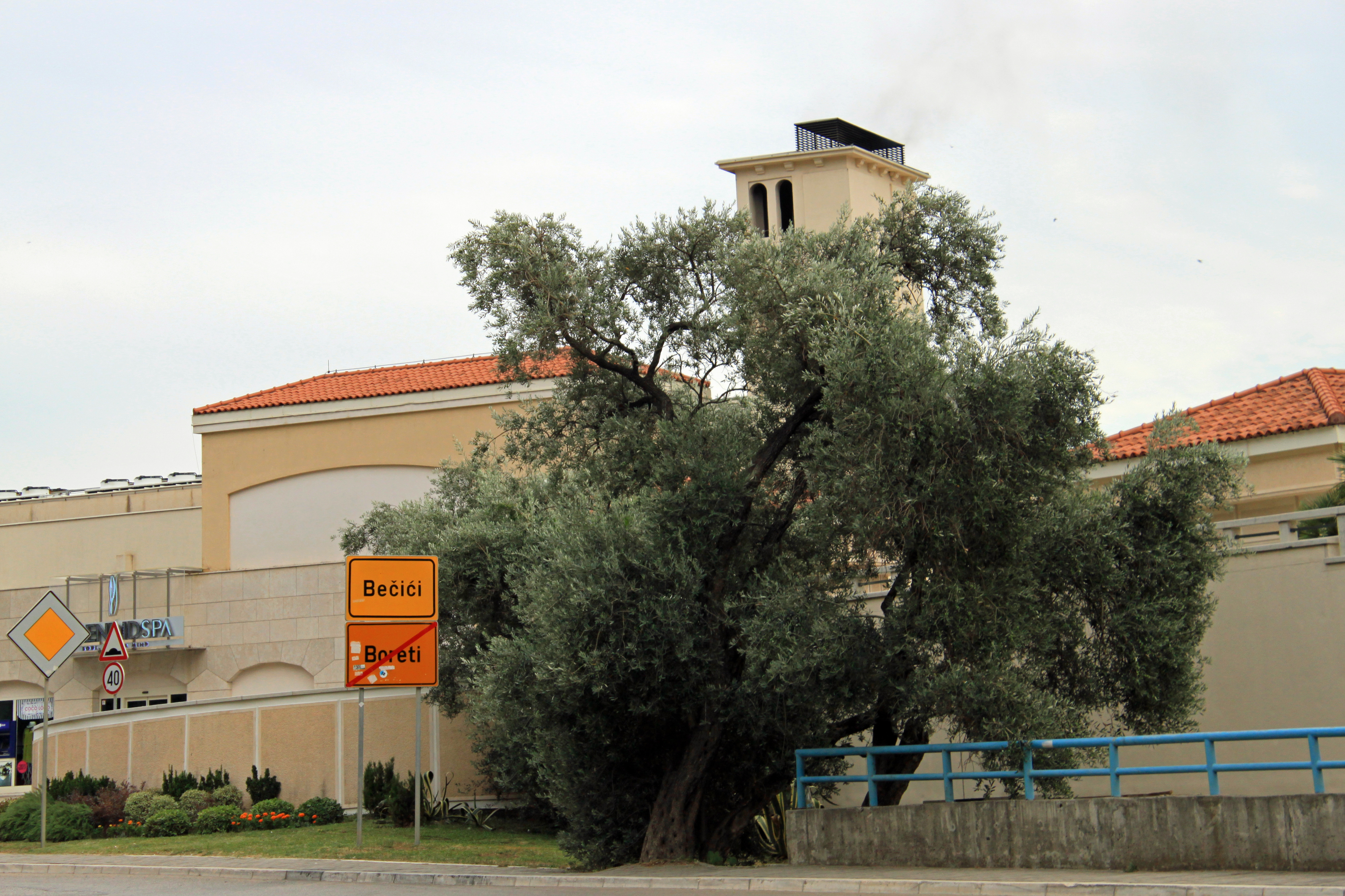
Граница между Бечичи и Борети на шоссе Ядранский путь
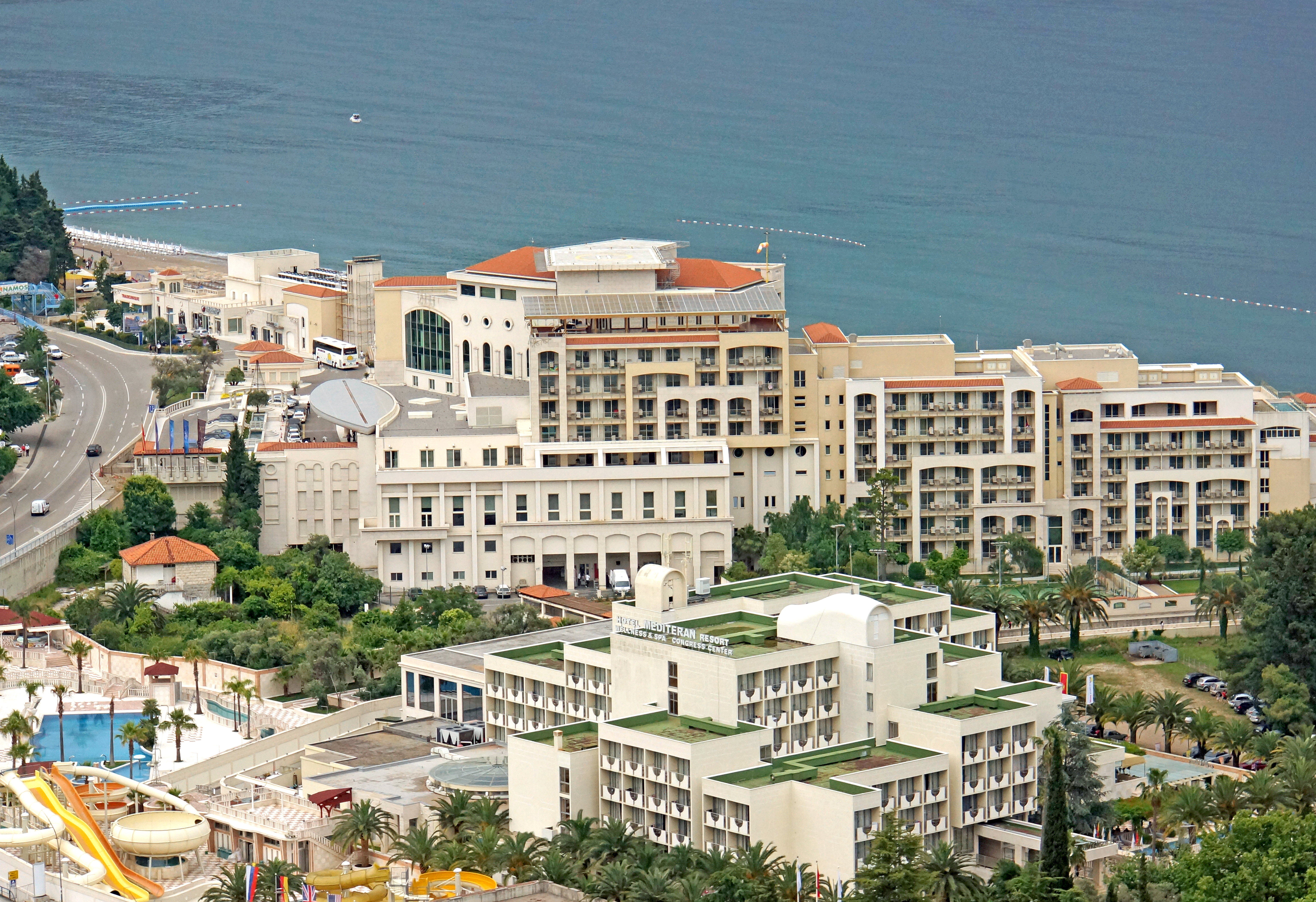
Вид на отели «Сплендид» и «Медитеран»
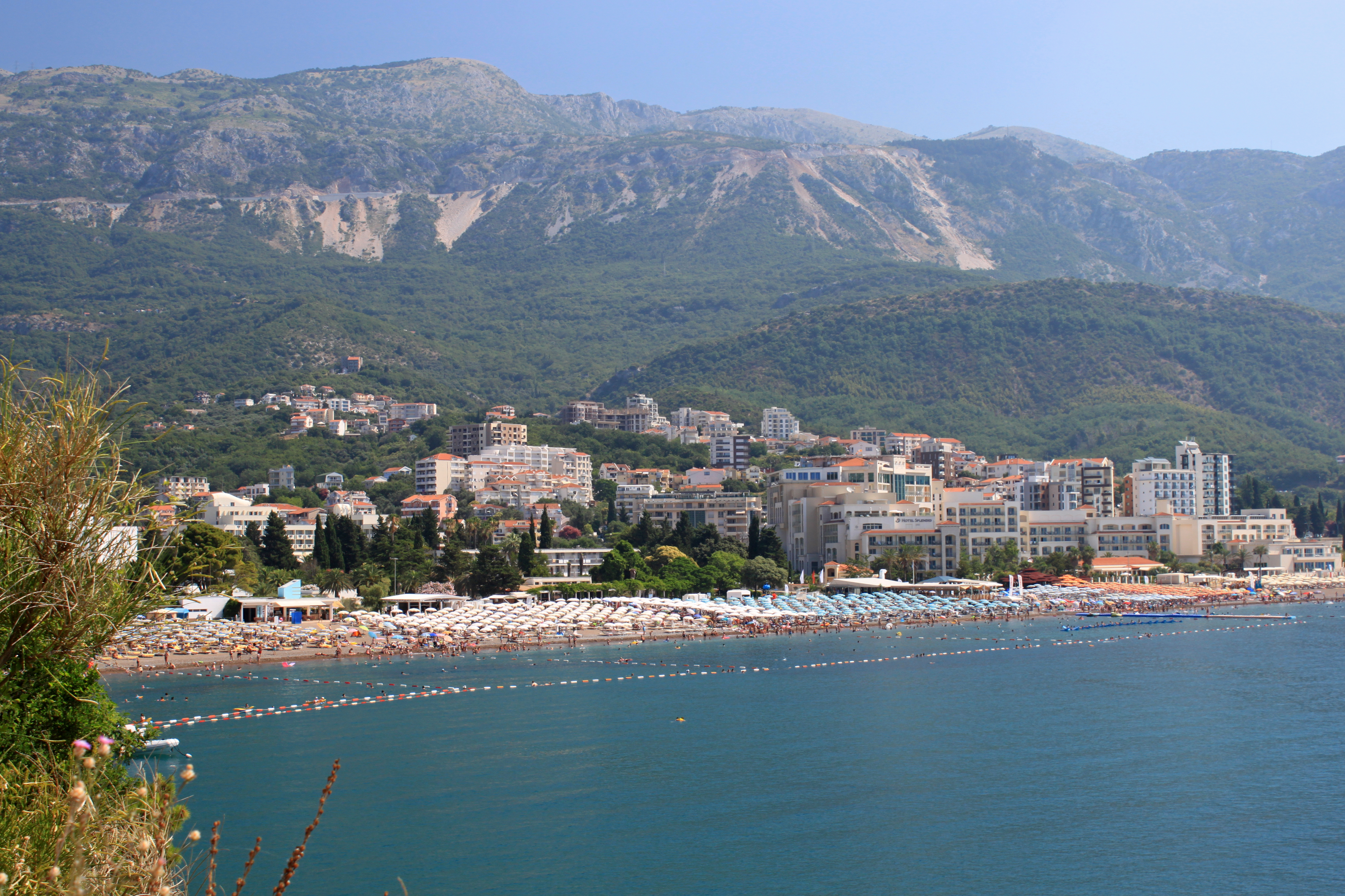
Пляж Бечичи
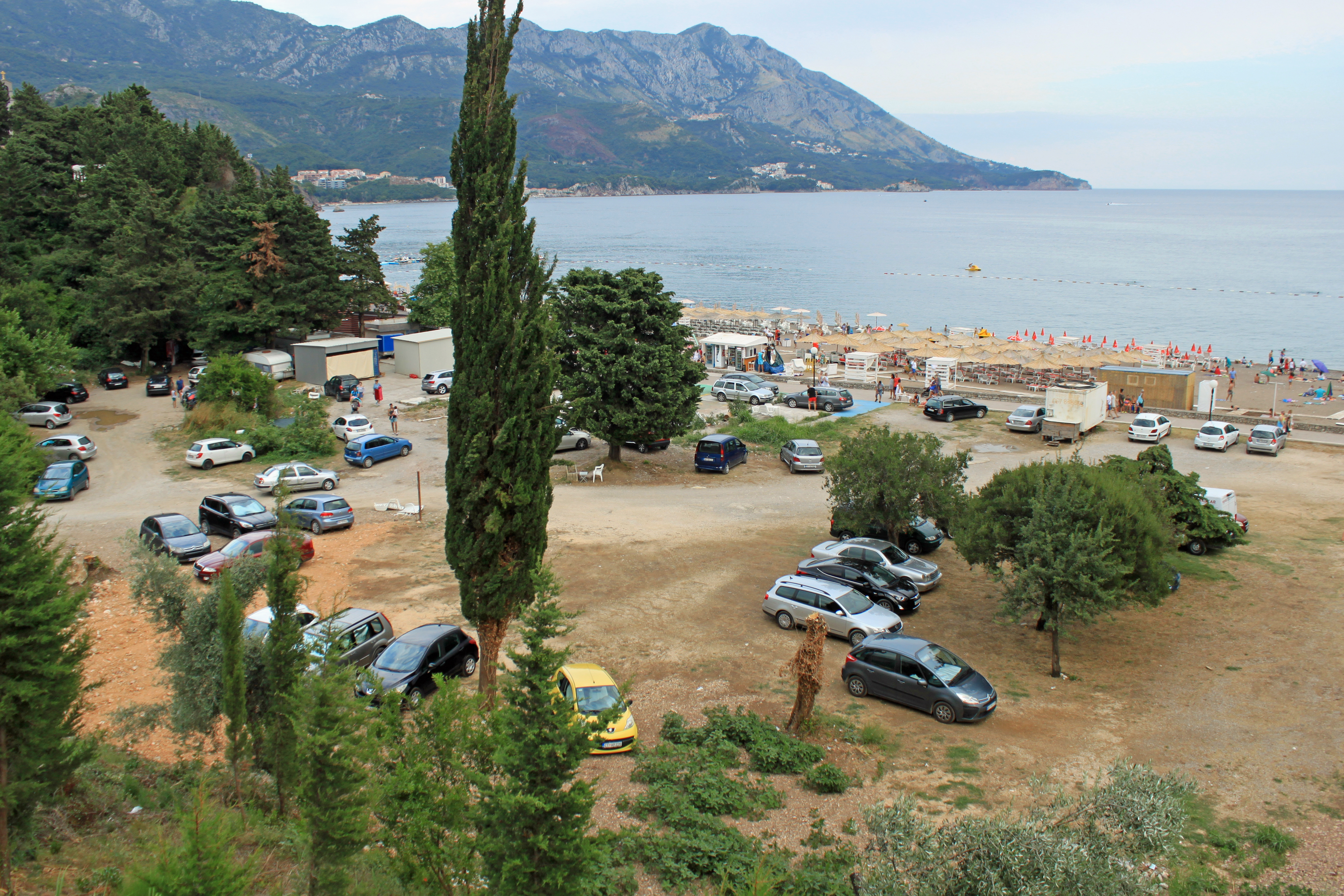
Парковка возле пляжа Бечичи
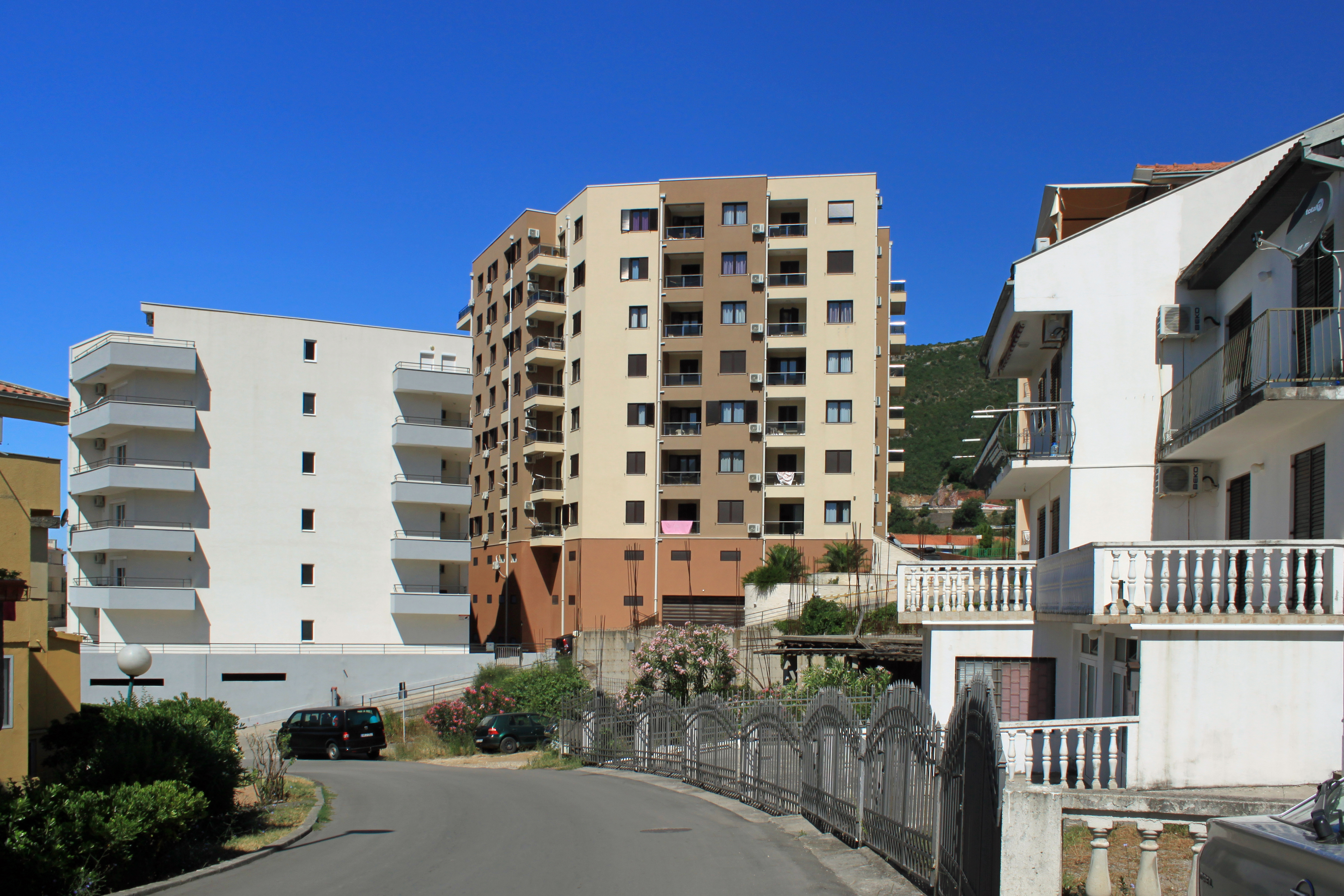
Улица Sremskog Fronta